# وينديل أو. بروت
وينديل أو. بروت (بالإنجليزية: Wendell Oliver Pruitt)‏ هو طيار أمريكي، ولد في 20 يونيو 1920 في سانت لويس في الولايات المتحدة، وتوفي في 15 أبريل 1945 في توسكيجي في الولايات المتحدة.